# Clara Hughes

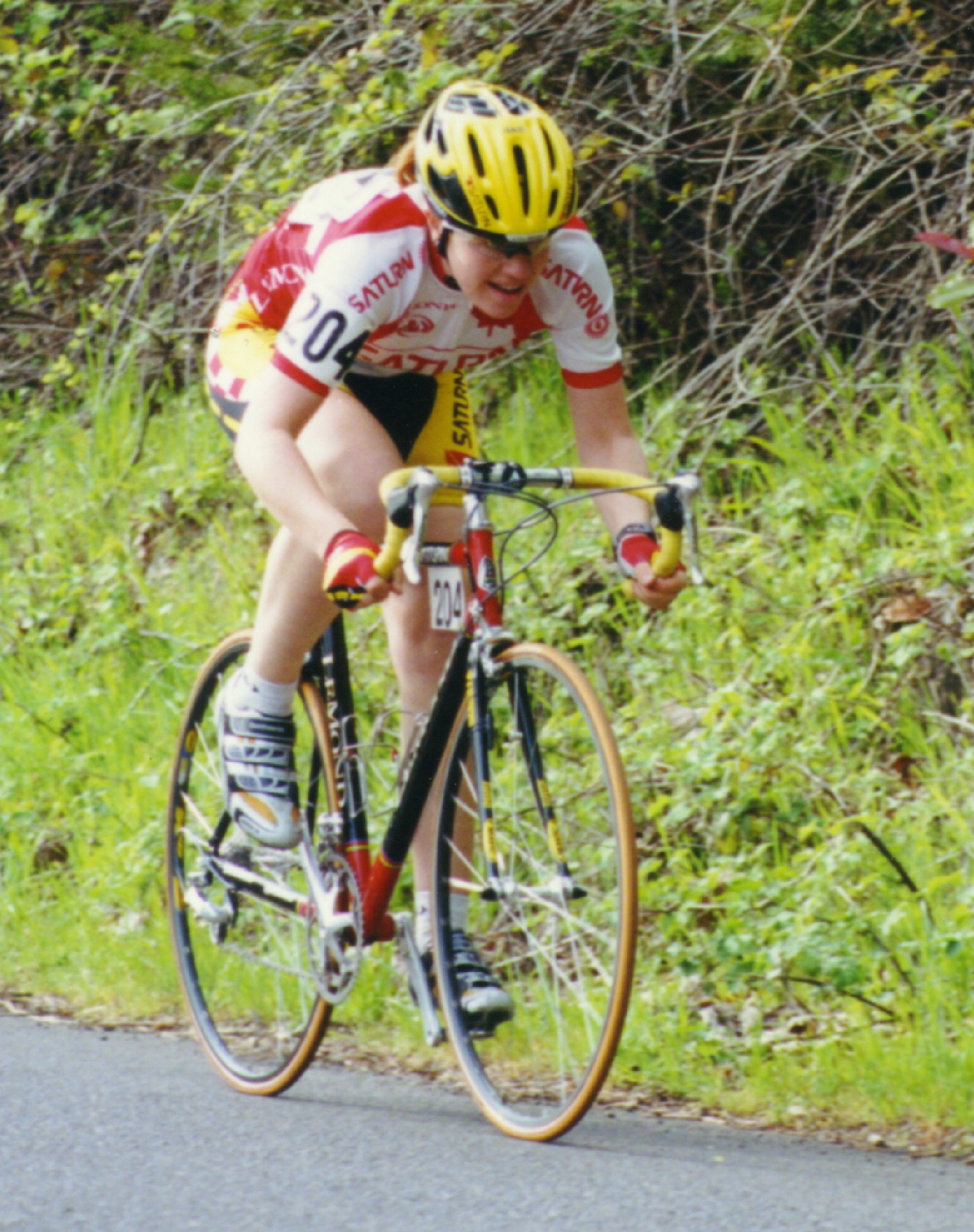
Clara Hughes (2000)

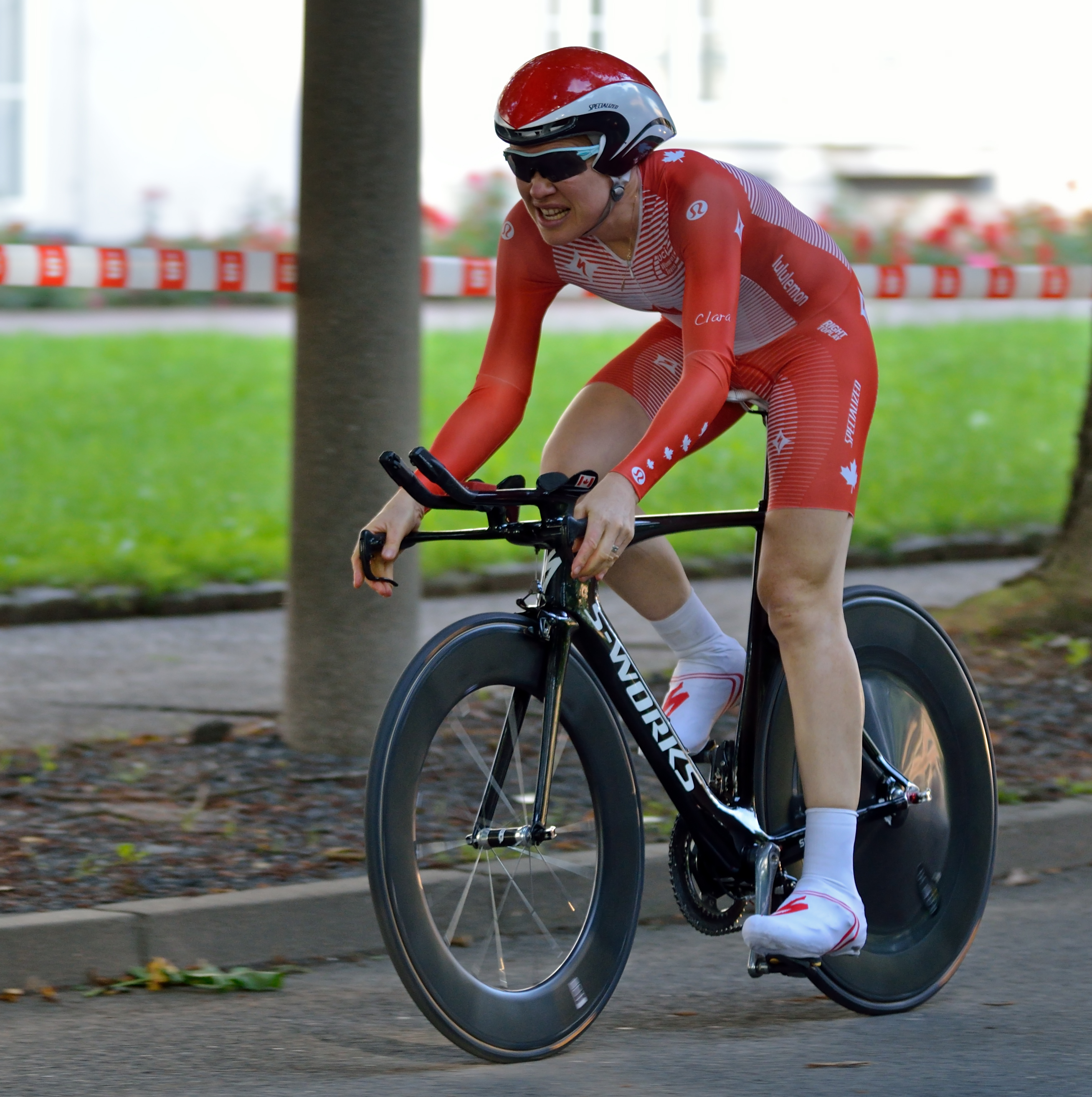
Clara Hughes bei der Internationalen Thüringen-Rundfahrt der Frauen 2012

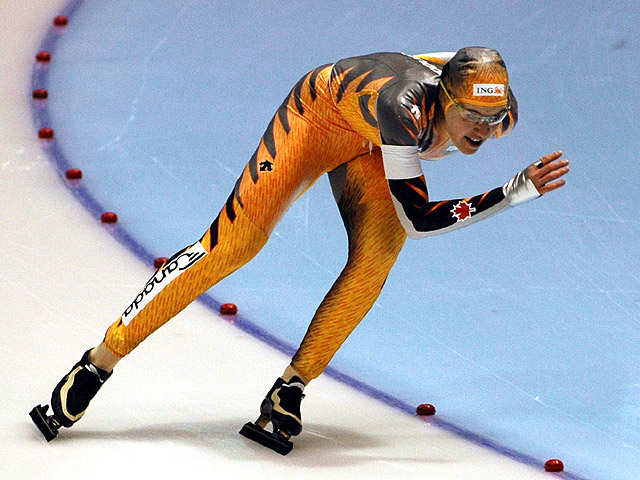
Clara Hughes bei den Eisschnelllaufweltmeisterschaften der Frauen (Allround) in Heerenveen (2007)

Clara Hughes, OC, OM (* 27. September 1972 in Winnipeg) ist eine ehemalige kanadische Radfahrerin und Eisschnellläuferin.  Mit u. a. Radbronze 1996 und Eisschnellaufgold 2006 ist sie eine von nur acht Sportlerinnen und Sportlern, die sowohl bei Olympischen Winter- wie Sommerspielen eine Medaille gewinnen konnten, die anderen sind Jacob Tullin Thams, Gillis Grafström, Edward Eagan, Christa Luding-Rothenburger, Lauryn Williams, Eduardo Alvarez und Alexandra Burghardt.
Als Radfahrerin nahm Clara Hughes in den Jahren 1991, 1995 und 1999 an den Panamerikanischen Spielen, sowie 1990, 1994 und 2002 an den Commonwealth-Spielen teil. 2002 gewann sie das Einzelzeitfahren der Frauen bei den Commonwealth Games. Bei den UCI-Straßen-Weltmeisterschaften 1995 wurde sie Vizeweltmeisterin im Einzelzeitfahren. Sie gewann bei den Olympischen Spielen 1996 in Atlanta zweimal Bronze, im Straßenrennen (104 km) und im Einzelzeitfahren (26,1 km). Sie war auch Teilnehmerin der Olympischen Spiele 2000 in Sydney. 2011 gewann sie das Straßenrennen der Frauen bei den Panamerikanischen Meisterschaften.
Als Eisschnellläuferin gewann sie bei den Olympischen Winterspielen 2002 in Salt Lake City die Bronzemedaille über 5000 Meter. Bei den XX. Olympischen Winterspielen 2006 in Turin gewann sie über die gleiche Disziplin die Goldmedaille. Mit ihren Teamkolleginnen Kristina Groves, Christine Nesbitt, Cindy Klassen und Shannon Rempel holte sie sich bereits Tage vorher die Silbermedaille in der Teamverfolgung. Bei der Eröffnungsfeier der XXI. Olympischen Winterspielen 2010 in Vancouver war Clara Hughes Fahnenträgerin der kanadischen Olympiamannschaft. Während dieser Olympischen Spiele gewann sie nochmals die Bronzemedaille über 5000 Meter in ihrem letzten olympischen Rennen. Damit hat sie insgesamt sechs Olympiamedaillen in ihrer Karriere gewonnen und ist nunmehr zusammen mit ihrer Teamkollegin Cindy Klassen erfolgreichste kanadische Sportlerin.
Am 19. November 2010 erklärte sie ihre Karriere auf dem Rad fortsetzen zu wollen, um an den Olympischen Spielen 2012 in London teilzunehmen. Hier wurde sie Fünfte im 500-Meter-Zeitfahren und 32. im Straßenrennen. In der Saison 2012 wurde sie hierzu Mitglied des Team Specialized-lululemon. Im selben Jahr wurde sie nochmals kanadische Meisterin im Zeitfahren auf der Straße. Anfang 2013 gab sie ihren Rücktritt vom Leistungsradsport bekannt.
Hughes ist seit 2012 Athletenbotschafterin der Entwicklungshilfeorganisation Right to Play.
2015 gab sie zu, dass sie bei einer Dopingkontrolle bei den UCI-Straßen-Weltmeisterschaften 1994 positiv auf Ephedrin getestet worden war. Im Winter erhielt sie eine dreimonatige Sperre, die von den Verbänden nicht öffentlich gemacht wurde.

## Weltcup-Platzierungen im Eisschnelllauf
| Platzierung | 500 m | 1000 m | 1500 m | 3000 m | 5000 m | Team |
| ----------- | ----- | ------ | ------ | ------ | ------ | ---- |
| 1. Platz    |       |        |        | 2      | 1      |      |
| 2. Platz    |       |        |        | 2      | 3      | 1    |
| 3. Platz    |       |        |        |        | 1      |      |
| Top 10      |       |        |        | 18     | 4      | 1    |

(Stand: 3. Dezember 2009)